# Cuimba
Cuimba est une commune et une municipalité du nord de l'Angola (province du Zaïre). 

## Géographie
La municipalité s'étend sur 3 489 km2. Elle est divisée en quatre communes: Cuimba, Luvaca, Buela et Serra de Canda.
La ville de Cuimba est située à quelque 500 m d'altitude, à une vingtaine de kilomètres à vol d'oiseau au sud de la frontière avec la République démocratique du Congo et à 70 km par la route au nord-est de la capitale provinciale, Mbanza-Kongo.

## Administration
L'administrateur municipal, nommé en juillet 2014 en remplacement d'Eduardo José Beny, décédé en mars, est José Joanes André. 

## Population
La population de la municipalité était estimée à 64 613 personnes en 2014.
Les langues les plus couramment parlées par la population locale sont le kikongo et le lingala..